# La Reina
La Reina est une commune du Chili, située dans la province et la région métropolitaine de Santiago.

## Géographie

### Situation

Localisation de La Reina (en rouge) au sein de l'agglomération de Santiago.

La commune s'étend sur 23 km2 dans l'est de l'agglomération de Santiago. Son territoire est en grande partie urbanisé, surtout des quartiers résidentiels pavillonnaires, à l'exception de son extrémité orientale qui s'étend au pied de la Sierra de Ramón et comprend une partie du parc naturel Aguas de Ramón.

## Histoire
La municipalité est créée par la loi 15 169 du 23 février 1963 qui entre en vigueur le 1er juillet suivant.

## Population et société

### Démographie
La population s'élevait à 101 548 habitants en 2017.

## Politique et administration
La commune est dirigée par un maire et huit conseillers élus pour un mandat de quatre ans. Les dernières élections ont eu lieu les 26 et 27 octobre 2024. 
| Période           | Période           | Identité                  | Étiquette | Qualité |
| ----------------- | ----------------- | ------------------------- | --------- | ------- |
| 17 juin 1986      | 26 septembre 1992 | María Olivia Gazmuri      | RN        |         |
| 26 septembre 1992 | 11 mars 1994      | Fernando Castillo Velasco | PDC       |         |
| 11 mars 1994      | 6 décembre 1994   | Sandra Papic Domínguez    | PDC       |         |
| 6 décembre 1994   | 6 décembre 1996   | María Olivia Gazmuri      | RN        |         |
| 6 décembre 1996   | 6 décembre 2004   | Fernando Castillo Velasco | PDC       |         |
| 6 décembre 2004   | 6 décembre 2012   | Luis Montt Dubournais     | RN        |         |
| 6 décembre 2012   | 6 décembre 2016   | Raúl Donckaster           | PDC       |         |
| 6 décembre 2016   | en fonction       | José Manuel Palacios      | UDI       |         |

## Transports
La commune est desservie par cinq stations des lignes 3 et 4 du métro de Santiago, ainsi que par le réseau d'autobus Red de l'agglomération de Santiago.